# Josiah Parkes
Pour les articles homonymes, voir Parkes.
Josiah Parkes (1793–1871) est un ingénieur civil anglais, inventeur d'un système de drainage profond.

## Jeunesse
Frère de Joseph Parkes et troisième fils de John Parkes, il est né à Warwick le 27 février 1793. Il étudie à l'école de Charles Burney à Greenwich.
À l'âge de 17 ans, Parkes commence à travailler dans le moulin de son père. En 1820, l'usine de Warwick ferme ses portes et Parkes s'installe à Manchester où il rencontre William Henry et John Dalton. Il travaille sur des inventions pour la prévention de la fumée, puis se lance dans un nouveau procédé de raffinage du sel, près de Woolwich. Le 11 mars 1823, il est choisi membre associé de l'Institution of Civil Engineers et devient membre le 26 décembre 1837. 
En 1825, Parkes se rend à Puteaux-sur-Seine et s'installe dans les affaires ; il est souvent visité par Louis-Philippe, alors duc d'Orléans. Il participe à la révolution de juillet 1830 à Paris, mais perd son commerce et rentre en Angleterre.

## Ingénieur draineur
Pour M. Heathcote de Tiverton, Parkes élabore un plan visant à drainer une partie de Chat Moss, dans le Lancashire, qu'il essaie de cultiver en utilisant de la force de la vapeur. La culture à la vapeur est un échec. Parkes, cependant, observe les coupes profondes de la tourbière et constate que les drains profonds commencent à déverser de l'eau après un temps pluvieux, non pas de l'eau de percolation, mais de la montée des eaux. Le drainage de l'humidité stagnante d'environ un mètre sous la surface a un effet marqué sur le sol. Les vues de Parkes remplacent la sagesse conventionnelle de l'époque, de James Smith de Deanston.
Sur la suggestion de Parkes, un fabricant de Birmingham produit en 1844 le premier ensemble d’outils permettant de couper les drains. En 1843, John Reade, mécanicien autodidacte, invente un tuyau en terre cuite cylindrique servant de conduit peu coûteux pour l’eau. Sir Robert Peel en 1846 contribue à financer le drainage sur le principe de Parkes. Parkes, cependant, a moins de succès avec des projets pratiques, est délicat et rejette les innovations dans son domaine proposées par John Bailey Denton et d'autres. Son dernier travail majeur est pour le département de la guerre, l'assèchement, la formation et la fixation de pentes marines dans les fortifications de Yaverland et de Warden Point, sur l'île de Wight, de 1862 à 1869. Immédiatement après, il se retire du commerce.

## Mort
Parkes est décédé à Freshwater, île de Wight, le 16 août 1871.

## Travaux
Les principales contributions de Parkes à la littérature agricole ont été:
- On the Influence of Water on the Temperature of Soils, and On the Quantity of Rain-water and its Discharge by Drains (Journal Royal Agricultural Society of England, 1845, v. 119–58);
- On Reducing the Permanent Cost of Drainage (JRASE 1845, vi. 125–9); and
- On Draining (JRASE 1846, vii. 249–72).

Dans les minutes du Proceedings de l'Institution of Civil Engineers il a contribué à cinq communications: 
- On the Evaporation of Water from Steam Boilers, (1838) for which a Telford Silver Medal was awarded;
- On Steam Boilers and Steam Engines (1839);
- On Steam Engines, principally with reference to their Consumption of Fuel, (1840) for which a Telford Gold Medal was awarded;
- On the Action of Steam in Cornish Single-pumping Engines (1840); and
- On the Percussive or Instantaneous Action of Steam and other Aëriform Fluids (1841).

Parkes était également l'auteur de: 
- Lecture on Draining, 1846.
- Work on Draining, with observations upon it by the Duke of Portland, 1847.
- Essay on the Philosophy and Art of Land Drainage, 1848.
- Fallacies on Land-Drainage Exposed.
- A Refutation of a Letter by Lord Wharncliffe to P. Pusey, 1851.